# Алексеевка (Кошкинский район)
Алексе́евка (чув. Алексеевка) — посёлок в Кошкинском районе Самарской области, входит в сельское поселение Большая Константиновка.

## География
Посёлок расположен на севере района, граничит с Новомалыклинским районом Ульяновской области.
Ближайшие населённые пункты: Ульяновка, Моховой, Старое Фейзуллово, Новый Калмаюр. 

Граничит с поселениями Ульяновской области: Вороний Куст, Новочеремшанск, Старая Тюгальбуга.

## История
Основан в начале XX века у железнодорожной ветки на посёлок Моховой, как выселки из соседних чувашских селений бывшей Ст.- Шенталинской волости.

## Население
| 2010 |
| ---- |
| 79   |

- На 2000 г. — 45 дворов, 102 чел., все чуваши
- На 2009 г. — 35 дворов, 88 человек[3].

## Сельское хозяйство
Колхоз «Большевик» с центром в посёлке Алексеевка. Вошёл в состав колхоза «Родина». В настоящее время — ЗАО «Кошкинское».